# Sellier maroquinier
Sellier maroquinier est un métier du cuir qui concerne la fabrication d'objets comme les sacs à main, les portefeuilles, les porte-carte ou les ceintures, réalisés selon la technique du sellier.

## Description de la technique
La première étape consiste à parer les bords des pièces de cuir à l'aide d'une lame à parer ou d'une machine à parer afin de rendre les tranches plus faciles à assembler. Ensuite les pièces sont cousues entre elles à la main selon le procédé utilisé par le sellier. Puis elles sont montées à l'aide d'une machine à coudre plate ou d'une piqueuse canon afin de réaliser l'objet à partir d'un gabarit ou d'une maquette. La finition se fait par astiquage traditionnel,.
Le point sellier est réalisé à la main avec deux aiguilles et un fil ciré dont chaque extrémité est enfilée dans une aiguille. Le point nait de l'entrelacement des fils à l'intérieur du cuir qui a été précédemment percé de trous réguliers à l'aide d'un alêne ou d'une griffe à frapper lorsque l'épaisseur est inférieure à 2 mm. Ce point réputé, d'une grande solidité et d'un visuel élégant, est un symbole d'authenticité car il requiert une grande maîtrise,. 

## Formation
En France, la formation initiale se fait en trois années : CAP de sellerie générale (2 ans) et formation complémentaire d'initiative locale (FCIL) de sellier-maroquinier (1 an). 
Des grands maroquiniers forment à ce métier dans le cadre de leurs recrutements ou de leur formation continue, telles les maisons de luxe Hermès, LVMH ou encore Longchamp. 

## Matériaux utilisés
Outre le cuir, sont utilisés par le sellier maroquinier : les peaux, les écailles, les os, les textiles et les matières synthétiques. Le sellier maroquinier d'art peut aussi utiliser de la bijouterie pour les boucles et les fermoirs.

### Documentation institutionnelle
- Institut national des métiers d'art, Métiers d'art : Données et repères, Paris, La Documentation française, 1er janvier 2016, 151 p., p. 132